# Ennio Parrelli
Ennio Parrelli (Roma, 12 novembre 1924 – Roma, 3 agosto 2009) è stato un avvocato e politico italiano.

## Biografia
Ennio Parrelli nasce a Roma nel 1924, ma all'età di tre anni i genitori si trasferiscono prima a Trieste e poi a Vicenza, dove rimane fino ai sedici, quando la famiglia torna a Roma e lui viene iscritto al liceo classico Visconti, dove entra in contatto con il gruppo dei cattolici comunisti. In questo periodo comincia il suo impegno politico e prende parte alla resistenza nella cellula dei cattolici comunisti, stringendo una sincera e profonda amicizia con Franco Rodano. Il suo impegno nella lotta al regime fascista viene riconosciuto dal Comitato di Liberazione Nazionale con l'attestato di volontario della libertà il 10 luglio del 1944.
Sul finire del conflitto, viene incaricato dal PCI di convincere i partigiani sull’Altopiano di Asiago a deporre le armi e a non continuare la guerra civile. Torna poi a Vicenza dove diventa segretario della locale Camera del Lavoro. In preparazione a un impegno a livello nazionale, decide di iscriversi alla facoltà di Giurisprudenza, torna a Roma e si laurea in un anno e mezzo. Nei primi anni della sua attività di avvocato conosce e sposa Franca Feroli, anche lei avvocato.
Nonostante si allontani dalla vita politica, rimane un importante elemento dei dibattiti interni alla sinistra, continuando a coltivare le amicizie degli anni della resistenza romana: Franco Rodano, Palmiro Togliatti (per lui e Nilde Iotti cura l’adozione della figlia Marisa Malagodi), Tonino Tatò, Giglia Tedesco, Gabriele De Rosa, Vittorio Tranquilli.
Negli anni il suo impegno civile si indirizza verso il volontariato, in particolare nel campo della lotta alla leucemia. Fonda il Comitato Gigi Ghirotti, giornalista e uno dei primi malati del linfoma di Hodgkin in Italia, e sostiene il lavoro del grande ematologo Franco Mandelli, suo carissimo amico, assistendolo legalmente nella fondazione dell’AIL, l’associazione italiana per la lotta alla leucemia, per la quale ricopre la carica di presidente per diversi anni. Negli anni 1990 decide di tornare attivo nella politica e si candida tra le file dell'Ulivo, venendo eletto nel 1996 a Roma nella circoscrizione elettorale di Montesacro, che vede come suo avversario Carlo Taormina.
Politico e avvocato, ma anche appassionato conoscitore d’arte e di letteratura, egli stesso poeta, Ennio Parrelli ha coltivato la sua passione per l’arte e l’amicizia per artisti e critici d’arte italiani, tra i quali gli storici dell’arte Cesare Brandi e Giulio Carlo Argan e gli artisti Giacomo Manzù, Renato Guttuso e Pericle Fazzini.
Cura l’aspetto giuridico della donazione allo Stato italiano di opere di vari artisti: il Museo Manzù di Ardea; assieme a Carla Marzi, la più vasta collezione di opere di Marino Mazzacurati ai Musei Civici di Reggio Emilia; assieme a Luce e Elica Balla, numerose opere di Giacomo Balla alla Galleria nazionale d'arte moderna e contemporanea (GNAM). Presiede l’Archivio dei Macchiaioli e per molti anni l’Associazione degli amici della GNAM. Legato da amicizia a Palma Bucarelli, sovrintendente della GNAM, ne cura l’esecuzione testamentaria.
Per i suoi meriti in campo artistico, nel 1981 il Presidente della Repubblica Sandro Pertini gli conferisce la medaglia d'oro ai benemeriti della cultura e dell'arte.